# Илунга, Мартин Баколе
Мартин Баколе Илунга (англ. Martin Bakole Ilunga; род. 1 июня 1993, Кананга, Заир) — конголезский боксёр-профессионал, выступающий в тяжёлой весовой категории. Среди профессионалов действующий чемпион WBO International (2024— 2025), действующий чемпион Северной Америки по версии NABF (2024— 2025), бывший чемпион по версии WBC International (2020), и бывший континентальный чемпион по версии IBO Continental (2017—2018), интернациональный чемпион Польши (2019—2020) в тяжёлом весе.
Лучшая позиция по рейтингу BoxRec — 6-я (август 2024) и является 1-м среди конголезских боксёров тяжёлой весовой категории, а по рейтингам основных международных боксёрских организаций занимает: 5-ю строчку рейтинга WBC, 2-ю позицию в рейтинге WBA, 3-ю строчку рейтинга IBF, 2-ю строчку рейтинга WBO — входя в ТОП-15 лучших тяжеловесов мира.

## Биография
Мартин Баколе родился в семье главы провинции Катанга (Конго). Его братом является бывший чемпион мира в первом тяжёлом весе по версии WBC Илунга Макабу.

## Профессиональная карьера
25 марта 2014 года дебютировал на профессиональном ринге, победив техническим нокаутом во 2-м раунде южноафриканского боксёра Цицила Смита (дебют).
11 ноября 2017 года в своём 10-м профессиональном поединке нокаутировал в первом раунде непобеждённого бельгийца Али Багхуза и выиграл титул континентального чемпиона по версии IBO. 23 июня 2018 года победил техническим нокаутом в первом раунде британца ДиЭля Джонса и защитил титул континентального чемпиона IBO.
Был спарринг-партнёром таких чемпионов мира как: Тайсон Фьюри, Энтони Джошуа (готовя его к поединкам против Карлоса Такама — 28 октября 2017 и Александра Поветкина — 22 сентября 2018), и Александр Усик.

### Бой с Майклом Хантером
13 октября 2018 года в своём двенадцатом профессиональном поединке за вакантный титул интерконтинентального чемпиона по версии IBO потерпел первое поражение в профессиональной карьере от американского боксёра, бывшего претендента на титул чемпиона мира в первом тяжёлом весе по версии WBO Майкла Хантера.

### Бой с Мариушем Вахом
6 апреля 2019 года победил польского боксёра, бывшего претендента на титулы чемпиона мира по версиям WBA, IBF, WBO и IBO Мариуша Ваха.

### Бой с Кевином Джонсоном
19 октября 2019 года досрочно техническим нокаутом в 5-м раунде победил американского ветерана Кевина Джонсона (34-15-1), и Джонсон из 16 поражений потерпел всего-лишь третье досрочное поражение.

### Бой с Сергеем Кузьминым
12 декабря 2020 года встретился с Сергеем Кузьминым (15-1). Баколе хорошо действовал с дальней дистанции джебом, а Кузьмин лучше смотрелся на ближней дистанции и прибавил во второй половине боя. Баколе победил единогласным решением судей: 98—92, 97—93 и 96—94.

### Бой с Тони Йокой
14 мая в Париже встретился с непобеждённым олимпийским чемпионом Тони Йокой (11-0). Баколе отправил соперника в нокдаун уже в первом раунде, и затем уверенно владел преимуществом. В пятом раунде французу был отсчитан ещё один нокдаун, и эти два нокдауна спасли Баколе от домашнего судейства, так как счёт судейских записок составил 96—92, 95—93 и 94—94.

### Бой с Игорем Шевадзуцким
Изначально бой планировалось провести в Ливерпуле, но состоялся он в городе Жешув (Польша) в андеркарде боя за титул WBC в весе бриджервейт (до 101,6 кг), между Лукашем Ружаньским который победив техническим нокаутом в первом раунде хорвата Алена Бабича (11-0), стал обладателем этого пояса.
29-летний Баколе, который проводил первый бой после победы над олимпийским чемпионом Тони Йокой, отправил небитого украинского проспекта Игоря Шевадзуцкого в нокдаун во втором раунде (комбинация правый снизу и левый боковой). Игорь хоть и продолжил бой, но до гонга выживал под ударами оппонента. После того как Баколе захватил явное преимущество, в третьем раунде рефери был вынужден остановить поединок.

### Бой с Карлосом Такамом
28 октября 2023 года в Эр-Рияде, Саудовская Аравия, в предварительной карде боя «Тайсон Фьюри — Франсис Нганну», встретился с крепким 42-летним гейткипером Карлосом Такамом. С первых секунд первого раунда начал прессинговать более возрастного и уступающего ему в габаритах оппонента. Первые два раунда прошли с большим преимуществом Баколе за счёт точного джеба. В третьем раунде Баколе ещё более активизировался и чуть было не отправил Такама на канвас, но ветерана спас гонг. Четвёртый раунд стал последним. После череды пропущенных точных силовых рефери остановил односторонний бой.
В январе 2024 года в последнем рейтинге, опубликованном Всемирной боксёрской ассоциацией WBA, Мартин Баколе фигурирует в ранге номер один в тяжёлом весе мира.

### Несостоявшийся бой с Кассиусом Чейни
Всемирная боксёрская ассоциация (WBA) назначила отборочный бой между (#1) Мартином Баколе и (#7) Кассиусом Чейни. Чемпионский комитет отправил официальное сообщение командам обоих бойцов, дав им 30 дней на переговорный процесс и подписание контракта на бой. По неизвестным причинам Баколе отказался от участия в отборочном бою и его место занял Майкл Хантер который успешно перебоксировал медленного Чейни получив второстепенный титул WBA Gold.

### Бой с Джаредом Андерсоном
3 августа 2024 года в Лос-Анджелесе (США) в андеркарде боя Мадримов - Кроуфорд вышел на бой с топ-проспектом 24-летним Джаредом Андерсоном. Бой начался с активных действий проспекта который в стойке левши тревожил Баколе стоявшего в середине ринга периодически выбрасывая левую. Ближе к концовке первого раунда бой принял открытый характер, Баколе пропускал, Андерсон суетился и прозевал левый боковой. Мартин дополнил его правым апперкотом, это отбросило Джареда на пол у канатов. Он встал почти сразу, но прозвучал гонг. Во втором раунде Андерсон сменил стойку на правшу, хорошо отрабатывал на ногах уходя от идущего вперёд африканца. Баколе чувствовал успех первого раунда наседал на оппонента выбрасывая много ударов. 3-й и 4-й раунды прошли под давлением Баколе, он был готов пропускать чистые удары только чтобы донести свой. В 5-м раунде Андерсон снова пропускает апперкот у канатов, рефери отсчитал и дал продолжать, Мартин Баколе снова донёс правый боковой. Это 3-й нокдаун за бой. Рефери снова даёт продолжить, но видя пропущенную серию останавливает бой.
Вместе с победой конголезец отобрал у оппонента второстепенный титул WBO International Heavy и завоевал вакантный пояс чемпиона североамериканской боксёрской федерации NABF

### Бой с Джозефом Паркером
В конце ноября 2024 года IBF назначило элиминатор между Баколе и Эфе Аджагбой, победитель которого должен будет получить право на бой с чемпионом по линии IBF Дюбуа. 
22 февраля 2025 года состоялся бой с Джозефом Паркером в Эр-Рияде (Саудовская Аравия). Первоначально Паркер должен был драться против чемпиона мира по версии IBF Даниэля Дюбуа, однако тот снялся с боя из-за болезни за 2 дня до боя. На кону боя стоял титул временного чемпиона мира по версии WBO. Паркер сразу начал раздёргивать статичного гиганта который взвесился сразу по прилёте потянув на 143 кг. Паркер пытался подобрать удобную дистанцию пару раз плотно попав по цель джебом. Первый раунд остался за новозеландцем ввиду активности и моменты были за ним. Он был быстрей и эффективней. Во втором раунде конголезец пошёл вперёд и стал действовать активнее и агрессивнее, улучшилась защита. За минуту до конца раунда Паркер всаживает размашистый боковой в верхнюю часть головы, африканец оказывается сильно потрясённым, падает, встаёт держась за канаты на нетвёрдых ногах. Рефери решает остановить бой. Победа Паркера нокаутом во 2-м раунде. 

### Бой с Эфе Аджагбой
Несмотря на поражение от Паркера бой с Аджагбой остался в силе и был проведен в 2 мая 2025 года в Саудовской Аравии в андеркаре боя Сауля Альвареса и Уильяма Скуллом. Поединок не имел статуса отборочного, IBF отказались санкционировать его как претендентский. Начало осталось за Ажагбой. Он качественно работал на дистанции джебом и передвигался. Баколе шёл вперёд и не всегда успевал реагировать, чувствовалась нехватка кондиций. В 3-м раунде бойцы зарубились и выдали зрелищный размен в котором Аджагба преуспел больше. Однако в 4-м раунде Баколе смог активизироваться, перехватить инициативу, несколько раз успешно зажимал нигерийца в углу и попадал силовыми. В 5-м Аджагба снова вернул инициативу, снова был быстрее и острее оппонента. В 6-м раунде Аджагба снова был лучше, но уже ощущалось что он работает на пределе возможностей. Вторую половину боя Аджагба провалил: упала выносливость, он уже не мог так быстро уходить от идущего на него Баколе. На фоне этого Баколе взвинтил темп, но в некоторых эпизодах не хватило сил и количества ударов. Счёт судей по итогам 10 раундов был спорный: 96—94 Аджагба, 95—95 и 95—95. Compubox традиционно посчитал удары: Аджагба нанёс больше точных ударов (190-145), перебил джебами (106-63) и силовыми (84-82)

## Статистика профессиональных боёв
В таблице перечислены результаты всех поединков боксёров.
В каждой строке указан результат поединка. Дополнительно номер поединка обозначен цветом, который обозначает итог поединка. Расшифровка обозначений и цветов представлена в нижеследующей таблице.
| Пример | Расшифровка                     |
| ------ | ------------------------------- |
|        | Победа                          |
|        | Ничья                           |
|        | Поражение                       |
|        | Планируемый поединок            |
|        | Поединок признан несостоявшимся |
| КО     | Нокаут                          |
| ТКО    | Технический нокаут              |
| PTS    | Решение судей (по очкам)        |
| UD     | Единогласное решение судей      |
| MD     | Решение большинства судей       |
| SD     | Раздельное решение судей        |
| RTD    | Отказ от продолжения боя        |
| DQ     | Дисквалификация                 |
| NC     | Поединок признан несостоявшимся |

| 24 поединков, 21 побед (16 нокаутом), 2 поражения. 1 ничья | 24 поединков, 21 побед (16 нокаутом), 2 поражения. 1 ничья | 24 поединков, 21 побед (16 нокаутом), 2 поражения. 1 ничья | 24 поединков, 21 побед (16 нокаутом), 2 поражения. 1 ничья | 24 поединков, 21 побед (16 нокаутом), 2 поражения. 1 ничья     | 24 поединков, 21 побед (16 нокаутом), 2 поражения. 1 ничья | 24 поединков, 21 побед (16 нокаутом), 2 поражения. 1 ничья                                               |
| Бой                                                        | Рекорд                                                     | Дата боя                                                   | Соперник                                                   | Место проведения боя                                           | Результат                                                  | Комментарии                                                                                              |
| ---------------------------------------------------------- | ---------------------------------------------------------- | ---------------------------------------------------------- | ---------------------------------------------------------- | -------------------------------------------------------------- | ---------------------------------------------------------- | --- |
| 24                                                         | 21-2-1                                                     | 22 февраля 2025                                            | Эфе Аджагба (21-1-1)                                       | The Venue Riyadh Season, Эр-Рияд, Саудовская Аравия            | MD 10 (10)                                                 | Счет: 94:96, 95:95, 95:95.                                                                               |
| 23                                                         | 21-2                                                       | 22 февраля 2025                                            | Джозеф Паркер (35-3)                                       | Kingdom Arena, Эр-Рияд, Саудовская Аравия                      | TKO 2 (12), 2:17                                           | Бой за титул временного чемпиона мира по версии WBO (1-я защита Паркера) в тяжёлом весе.                 |
| 22                                                         | 21-1                                                       | 3 августа 2024                                             | Джаред Андерсон (17-0)                                     | BMO Stadium, Лос-Анджелес, США                                 | KO 5 (10), 2:07                                            | Бой за титул WBO International (5-я защита Андерсона)                                                    |
| 21                                                         | 20-1                                                       | 28 октября 2023                                            | Карлос Такам (40-7-1)                                      | Boulevard Hall, Эр-Рияд, Саудовская Аравия                     | TKO 4 (10), 2:15                                           | |
| 20                                                         | 19-1                                                       | 22 апреля 2023                                             | Игорь Шевадзуцкий (10-0)                                   | Жешув, Польша                                                  | TKO 3 (10), 0:45                                           | |
| 19                                                         | 18-1                                                       | 14 мая 2022                                                | Тони Йока (11-0)                                           | Аккорхотелс Арена, Париж, Франция                              | MD 10 (10)                                                 | Счёт судей: 96-92, 95-93, 94-94.                                                                         |
| 18                                                         | 17-1                                                       | 18 сентября 2021                                           | Харуна Осуману (11-2)                                      | Sport Society, Дубай, ОАЭ                                      | TKO 1 (10), 2:50                                           | |
| 17                                                         | 16-1                                                       | 12 декабря 2020                                            | Сергей Кузьмин (15-1)                                      | O2 Арена, Лондон, Великобритания                               | UD (10)                                                    | Счёт: 98-92, 97-93, 96-94. Завоевал вакантный титул чемпиона по версии WBC International в тяжёлом весе. |
| 16                                                         | 15-1                                                       | 2 ноября 2019                                              | Родни Эрнандес (13-8-2)                                    | Манчестер Арена, Манчестер, Ланкашир, Великобритания           | TKO 2 (10), 2:50                                           | |
| 15                                                         | 14-1                                                       | 19 октября 2019                                            | Кевин Джонсон (34-15-1)                                    | Ньюкасл Арена, Ньюкасл-апон-Тайн, Тайн-энд-Уир, Великобритания | TKO 5 (8), 0:58                                            | |
| 14                                                         | 13-1                                                       | 2 августа 2019                                             | Итало Переа (11-4-2)                                       | Exhibition Centre, Ливерпуль, Мерсисайд, Великобритания        | TKO 1 (8), 1:20                                            | |
| 13                                                         | 12-1                                                       | 6 апреля 2019                                              | Мариуш Вах (33-4)                                          | Катовице, Польша                                               | TKO 8 (10), 2:26                                           | Завоевал вакантный титул интернационального чемпиона Польши в тяжёлом весе.                              |
| 12                                                         | 11-1                                                       | 13 октября 2018                                            | Майкл Хантер (14-1)                                        | Йорк-холл, Лондон, Великобритания                              | TKO 10 (10), 2:19                                          | Бой за вакантный титул чемпиона по версии IBO Inter-Continental в тяжёлом весе.                          |
| 11                                                         | 11-0                                                       | 23 июня 2018                                               | Дэвид Джонс (8-1-1)                                        | SSE Hydro, Глазго, Шотландия, Великобритания                   | TKO 1 (10), 1:02                                           | Защитил титул чемпиона по версии IBO Continental в тяжёлом весе.                                         |
| 10                                                         | 10-0                                                       | 11 ноября 2017                                             | Али Бэгхауз (10-0-1)                                       | Royal Highland Center, Эдинбург, Шотландия, Великобритания     | KO 1 (10), 2:23                                            | Завоевал вакантный титул чемпиона по версии IBO Continental в тяжёлом весе.                              |
| 9                                                          | 9-0                                                        | 7 октября 2017                                             | Камиль Соколовский (4-10-2)                                | Йорк-холл, Лондон, Великобритания                              | PTS 6 (6)                                                  | Счёт судьи: 60-55.                                                                                       |
| Бой                                                        | Рекорд                                                     | Дата боя                                                   | Соперник                                                   | Место проведения боя                                           | Результат                                                  | Комментарии                                                                                              |